# Ali Saleh
Ali Saleh (en árabe: علي صالح‎; Dubái, Emiratos Árabes Unidos, 22 de enero de 2000) es un futbolista de los Emiratos Árabes Unidos que juega en las posiciones de extremo y delantero con el Al Wasl FC de la UAE Pro League.

## Carrera

### Club
| Periodo | Club       |
| ------- | ---------- |
| 2016-   | Al Wasl FC |

### Selección nacional
Jugó en tres ocasiones con la selección nacional sub-20 y anotó tres goles en 2018. Debutó con Emiratos Árabes Unidos un año después el 30 de agosto de 2019 en la victoria por 4-0 ante República Dominicana en un partido amistoso en Riffa. Su primer gol internacional lo anotó el 31 de agosto de 2019 en la victoria por 5-1 ante Sri Lanka en un partido amistoso en Riffa.